# 潮見村 (愛媛県)
潮見村（しおみむら）は愛媛県和気郡のち温泉郡にあった村である。

## 沿革
- 1889年12月15日 - 町村制施行により和気郡吉藤村、谷村、大内平田村、志津川村、姫原村飛地が合併し和気郡潮見村として発足。
- 1897年4月1日 - 和気郡が温泉郡に編入され温泉郡潮見村となる。
- 1940年8月1日 - 三津浜町，味生村，桑原村，和気村，堀江村，久枝村とともに松山市へ編入され消滅。

## 教育
- 潮見尋常高等小学校

## 交通

### 道路
- 今治街道

## 名所・旧跡
- 潮見山城址（大字吉藤潮見山）[1]
- 阿沼美神社（大字平田字宮内）[2]
- 天満神社（大字谷字山田）[3]
- 蓮華寺（大字谷）[4]